# Сансер (кантон)
Сансе́р (фр. Sancerre) — кантон во Франции, находится в регионе Центр, департамент Шер. Входит в состав округа Бурж.
Код INSEE кантона — 1825. Всего в кантон Сансер входят 18 коммун, из них главной коммуной является Сансер.

## Коммуны кантона
| Коммуна              | Население, чел. (2006) | Почтовый индекс | Код INSEE |
| -------------------- | ---------------------- | --------------- | --------- |
| Банне                | 752                    | 18300           | 18020     |
| Бюе                  | 346                    | 18300           | 18039     |
| Вердиньи             | 279                    | 18300           | 18274     |
| Винон                | 268                    | 18300           | 18287     |
| Вог                  | 655                    | 18300           | 18272     |
| Гардфор              | 112                    | 18300           | 18098     |
| Жалонь               | 319                    | 18300           | 18116     |
| Крезанси-ан-Сансер   | 508                    | 18300           | 18079     |
| Куарг                | 224                    | 18300           | 18074     |
| Менетреоль-су-Сансер | 347                    | 18300           | 18146     |
| Менту-Ратель         | 490                    | 18300           | 18144     |
| Сан-Божё             | 428                    | 18300           | 18249     |
| Сансер               | 1 789                  | 18300           | 18241     |
| Сен-Буиз             | 428                    | 18300           | 18249     |
| Сен-Сатюр            | 1 712                  | 18300           | 18233     |
| Сюри-ан-Во           | 721                    | 18300           | 18258     |
| Товне                | 337                    | 18300           | 18262     |
| Фё                   | 344                    | 18300           | 18094     |

## Население
Население кантона на 2006 год составляло 9 953 человека.
| 1962   | 1968   | 1975   | 1982   | 1990   | 1999  | 2006  | 2007 |
| ------ | ------ | ------ | ------ | ------ | ----- | ----- | ---- |
| 10 305 | 11 056 | 10 872 | 10 548 | 10 194 | 9 800 | 9 953 | -    |